# Elizabeth Coleman White

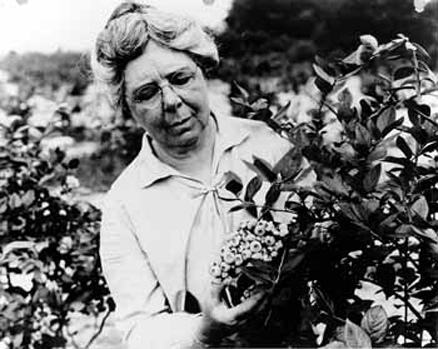
Elizabeth Coleman White

Elizabeth Coleman White (* 5. Oktober 1871 in New Lisbon, New Jersey; † 11. November 1954 in Whitesbog) war eine US-amerikanische Farmerin und Pflanzenzüchterin in New Jersey, die den Anbau von Kulturheidelbeeren in den USA begründete. Elizabeth C. White war die älteste der vier Töchter von Mary A. Fenwick und Joseph Josiah White. Die Familie lebte und arbeitete in Camden. Sie bewirtschafteten zudem eine Farm in den Pine Barrens, aus dem die Ortschaft Whitesbog hervorging. E. White war nie verheiratet. Sie starb im Alter von 83 Jahren in ihrem 1923 erbauten Haus „Suningive“ in Whitesbog an Krebs.

## Familie
Die Familie gehörte zur Religionsgemeinschaft der Quäker.

## Werdegang
Nach ihrem Schulabschluss an der Friends Central School in Philadelphia im Jahr 1887, begann White auf der Cranberry-Farm (Vaccinium macrocarpos) ihrer Eltern in Whitesbog zu arbeiten. Nebenher absolvierte sie Kurse in Erster Hilfe, Fotografie, Schneiderei und Modewaren an der Drexel University.
Um die Jahrhundertwende veranlasste Elizabeth White ein Programm zur Auslese von Heidelbeersträuchern (Vaccinium spp.). Ihr Ziel war es, anbaufähige Heidelbeeren aus den Wildbeständen zu selektieren, deren Früchte neben den Cranberries von den Farmern vermarktet werden konnten. White nahm im Jahr 1911 Kontakt zu dem Botaniker Frederick V. Coville (1867–1937) auf, der bereits seit 1906 Ausleseversuche aus Wildbeständen durchführte. Es kam zu einer Kooperation. Während White über die finanziellen Mittel und ein Farmgelände mit der nötigen Infrastruktur für ein umfangreiches Ausleseprogramm verfügte, lieferte Coville das wissenschaftliche Know-how. Whites Vater vermarktete bereits Cranberries und Heidelbeeren (z. B. Vaccinium formosum) aus den Wildbeständen der umgebenden Moore und Sümpfe, die von Saisonarbeitern gepflückt wurden. Die Heidelbeerpflücker wurden im Rahmen des Ausleseprogrammes gegen Entlohnung beauftragt, in der Umgebung die besten Sträucher mit den größten und süßesten Früchten ausfindig zu machen. Die Sträucher benannte Elizabeth White nach ihren Findern. Die Pflanzen wurden geteilt und unter Glas, zunächst auf der Farm der Whites ausgepflanzt. Bereits nach fünf Jahren im Jahr 1916 hatten White und Coville eine ertragreiche und großfrüchtige Sorte erstellt, die reif für die Vermarktung war. Die „erste Kulturheidelbeere“ wurde 'Rubel' genannt nach Rube Leek, dem Finder des Busches. Es handelte sich um ein Strauch von Vaccinium formosum aus dem die Wildsorte ausgelesen wurde. Sie wird heute noch angebaut und ist Bestandteil etlicher Züchtungen und zahlreicher Folgeselektionen.
Trotz ihrer Verdienste im Ausbau der Farm durfte E. White diese nicht von ihrem Vater bis zu seinem Ableben übernehmen. Sie erbaute ihr eigenes Haus auf dem Farmgelände. Sie interessierte sich für alle wildwachsenden Pflanzen ihrer Umgebung und züchtete verschiedene Sorten vor allem der Stechäpfel (Datura) und Franklinien (Franklinia) in ihrem Garten auf „Suningive“. Schließlich gründete sie ihr eigenes Unternehmen, die Holly Haven Inc., über die sie ihre Pflanzenauslesen verkaufte. Sie wurde zu einer anerkannten und bekannten Pflanzenzüchterin, die mit zahlreichen Auszeichnungen dekoriert wurde. So erhielt sie die Ehrenmedaille der Horticultural Society of Massachusetts als die höchste aller erhaltenen Auszeichnungen.